# Подгорное (Энгельсский район)
Подгорное — село в Энгельсском районе Саратовской области России, в составе Терновского муниципального образования.
Население — 529 (2010)

## История
Основано в 1842 году при речке Железной в нескольких километрах от Волги. Через поселение проходила дорога от Саратова к Астраханской губернии. Деревня Подгорная относилась к Узморской (позднее Терновской) волости Новоузенского уезда Самарской губернии. Население составляли малороссы, бывшие государственные крестьяне. По сведениям за 1890 год удобной земли у крестьян имелось 2675 десятин, неудобной — 1224, сеяли в основном пшеницу. Садов в деревне было 22, торгово-промышленных заведений работало пять. В 1905 году в Подгорной открылась бесплатная народная библиотека-читальня. В 1910 году в Подгорной работали шесть ветряных мельниц, кирпичный завод, земская одноклассная смешанная школа, библиотека. Усадебной земли насчитывалось 72 десятины, пахотной — 2280, выгонной — 777, сенокосной — 313, неудобной — 393, лесов — 99.
В советские годы за населённым пунктом закрепился статус села. С 1922 года в составе Покровского кантона Трудовой коммуны (автономной области) немцев Поволжья (с 1923 года — АССР немцев Поволжья). В 1926 году село было центром Подгорновского сельсовета. В 1934 году в связи с ликвидацией Покровского кантона, подчинено Энгельсскому горсовету (Энгельсская пригородная зона). В 1937 году включено в состав Терновского кантона. В 1941 году в связи с ликвидацией АССР немцев Поволжья передано в состав Саратовской области.
С 1950-х годов в Подгорном базировалась зенитно-ракетная часть. Воинская часть располагалась на горе в восточной части села и функционировала в качестве части системы ПВО Энгельсского военного аэродрома до 1987 года. В поздний советский период Подгорное входило в Терновский сельсовет. В настоящее время основная часть населения — дачники, участки объединены в садоводческое некоммерческое товарищество «Радуга».

## Физико-географическая характеристика
Село находится в Низком Заволжье, относящемся к Восточно-Европейской равнине, на восточном берегу Волгоградского водохранилища, на высоте около 20 метров на уровнем моря. Почвенный покров сформирован тёмно-каштановыми почвами. Почвообразующие породы — глины и суглинки.
К селу имеется подъезд от региональной автодороги Р226 (3,9 км). По автомобильным дорогам расстояние до районного центра города Энгельс составляет 28 км, до областного центра города Саратова — 35 км. Ближайшая железнодорожная станция находится в Анисовке.
Часовой пояс
Подгорное, как и вся Саратовская область, находится в часовой зоне МСК+1. Смещение применяемого времени относительно UTC составляет +4:00.

## Население
Динамика численности населения по годам:
| 1861 | 1890 | 1897 | 1910 | 1926 | 1987  |
| ---- | ---- | ---- | ---- | ---- | ----- |
| 551  | 724  | 825  | 963  | 955  | ≈ 160 |

| 2002 | 2010 |
| ---- | ---- |
| 97   | ↗102 |